# Elipsasta obvodna antilopa
Elipsasta obvodna antilopa (znanstveno ime Kobus ellipsiprymnus) je velika antilopa, ki jo pogosto najdemo v podsaharski Afriki. Uvršča se v rod Kobus iz družine Bovidae. Prvič jo je opisal irski naravoslovec William Ogilby leta 1833. Njenih 13 podvrst je združenih v dve različici: navadna ali elipsasta obvodna antilopa in obvodna antilopa defassa. Dolžina glave in telesa je običajno med 177 in 235 cm, tipična višina pa med 120 in 136 cm. Pri tej spolno dimorfni antilopi so samci višji in težji od samic. Samci dosežejo približno 127 cm v višini pleč, samice pa 119 cm. Samci običajno tehtajo 198–262 kg, samice pa 161–214 kg. Barva njihove dlake sega od rjave do sive. Dolgi, spiralni rogovi, ki so prisotni le pri samcih, se ukrivijo nazaj, nato naprej in so dolgi od 55 do 99 cm.
Obvodne antilope se običajno ne premikajo na daljše razdalje. Kot družabne živali lahko tvorijo črede, ki jih sestavlja od šest do trideset osebkov. Te skupine so bodisi vzrejne črede s samicami in njihovimi potomci bodisi črede samcev. Samci začnejo kazati teritorialno vedenje pri petih letih, vendar so najbolj dominantni od šestega do devetega leta. Obvodna antilopa ne prenaša dehidracije v vročem vremenu, zato naseljuje območja blizu virov vode. Pretežno se pase in jo najdemo predvsem na travnikih. V ekvatorialnih regijah se razmnoževanje odvija skozi vse leto, vendar je rojstev največ v deževnem obdobju. Gestacijsko obdobje traja 7–8 mesecev, sledi pa rojstvo enega samega mladiča.
Obvodne antilope naseljujejo grmičevje in savane ob rekah, jezerih in dolinah. IUCN uvršča obvodno antilopo med najmanj zaskrbljujoče. Natančneje, elipsasta obvodna antilopa je navedena kot najmanj zaskrbljujoča, medtem ko je defassa skoraj ogrožena. Populacije obeh vrst so v upadanju, zlasti defasse, pri čemer so velike populacije zaradi krivolova in človekovega motenja izginile iz nekaterih habitatov.

## Taksonomija in etimologija
Znanstveno ime je Kobus ellipsiprymnus. Obvodna antilopa je ena od šestih vrst rodu Kobus v družini votlorogov. Prvič jo je opisal irski naravoslovec William Ogilby leta 1833. Rodovno ime Kobus je neolatinska beseda, ki izvira iz afriškega imena koba. Vrstni pridevek ellipsiprymnus se nanaša na bel, eliptičen obroč na zadnjici, iz grških besed ellipes (elipsa) in prymnos (prumnos, zadnji del). Žival je dobila ljudsko ime obvodna antilopa zaradi svoje velike odvisnosti od vode v primerjavi z drugimi antilopami in svoje sposobnosti, da za obrambo stopi v vodo.
Tipski primerek obvodne antilope je leta 1832 zbral južnoafriški lovec in raziskovalec Andrew Steedman. Ta primerek je Ogilby leta 1833 poimenoval Antilope ellipsiprymnus. Ta vrsta je bila leta 1840 prenesena v rod Kobus in postala K. ellipsiprymnus. Običajno je znana kot navadna obvodna antilopa. Leta 1835 je nemški naravoslovec Eduard Rüppell zbral še en primerek, ki se je od Steedmanovega razlikoval po izrazitem belem obroču na zadnjici. Ker ga je imel za ločeno vrsto, mu je dal amharsko ime defassa obvodna antilopa in znanstveno ime Antilope defassa. Sodobni taksonomi pa navadne obvodne antilope in defassa obvodne antilope smatrajo za eno samo vrsto, K. ellipsiprymnus, glede na veliko število primerov hibridizacije med njima. Križanje med njima poteka v narodnem parku Nairobi zaradi obsežnega prekrivanja habitatov. Čeprav se obe skupini pojavljata tudi v Zambiji, so njuna območja razširjenosti ločena z reliefnimi značilnostmi ali s strmino Muchinga.

### Evolucija
Fosilov obvodne antilope ni bilo najdenih veliko. Fosili so bili v Zibelki človeštva redki, pojavljali so se le v nekaj žepih Swartkransa. Na podlagi teorij Valeriusa Geista o odnosu med družbeno evolucijo in razpršitvijo kopitarjev v pleistocenu velja za prednika obvodne antilope vzhodna obala Afrike, z Afriškim rogom na severu in Vzhodnoafriško riftno dolino na zahodu.

### Podvrste
Na podlagi barve dlake je bilo sprva prepoznanih 37 podvrst obvodnih antilop. Razvrščene so bile v dve skupini: skupina ellipsiprymnus in skupina defassa. Zaradi velikega števila različic barve dlake v skupini obvodnih antilop defassa je bilo vanjo vključenih kar 29 podvrst; skupina obvodnih antilop ellipsiprymnus je obsegala osem podvrst. Leta 1971 pa se je število podvrst zmanjšalo na 13 (4 za skupino ellipsenprymnus in 9 za skupino defassa). Podvrste so navedene spodaj, skupaj z opombami o prejšnjih podvrstah, ki so bile združene v eno samo podvrsto:
- K. e. ellipsiprymnus (elipsasta vodna antilopa, navadna ali obročkasta obvodna antilopa): najdena v dolini reke Webi Shebeli v jugovzhodni Etiopiji; dolini rek Juba in Webi Shebeli v Somaliji; v bistvu vzhodno od riftne doline v Keniji in Tanzaniji; vzhodno od riftne doline v srednji dolini Zambezija in Luangwa v Zambiji; Malavi; Mozambik; vzhodno od reke Kwando v Caprivijevem pasu v Namibiji; vzhodna in severna Bocvana; Zimbabve; ter vzhodni in severni Transvaal v Južni Afriki. Njena porazdelitev se nekoliko prekriva s porazdelitvijo tipične defasse vzdolž Riftne doline v Keniji in Tanzaniji ter porazdelitve Crawshay defassa v Riftni dolini v Zambiji.

Vključuje naslednje štiri podvrste:
- K. e. ellipsiprymnus Ogilby, 1833 (južna Afrika)
- K. e. kondensis, Matschie, 1911 (vključno s K. e. lipuwa, K. e. kulu) (južna Tanzanija)
- K. e. pallidus, Matschie, 1911 (porečje Webi Shebeli v Etiopiji ter porečja Juba in Webi Shebeli v Somaliji)
- K. e. thikae, Matschie, 1910 (vključno s K. e. kuru in K. e. canescens) (južna in vzhodna Kenija ter severovzhodna Tanzanija)

- Skupina K. e. defassa (obvodna antilopa defassa): najdemo jo zahodno od Gregoryjevega preloma, od Etiopije na zahodu do Senegala in na jugu do Zambije.

Vključuje naslednje podvrste:
- Angolan defassa waterbuck (K. e. penricei) W. Rothschild, 1895 Najdemo jo lahko v južnem Gabonu, južnem Kongu (Brazzaville), Angoli, jugozahodnem Kongu (Kinshasa) in občasno v Namibiji vzdolž reke Okavango.
- Crawshay defassa waterbuckali rodezijska defassa (K. e. crawshayi) P. L. Sclater, 1894 (vključno s K. e. uwendensis, K. e. frommi in K. e. münzneri); najdemo jo v Zambiji, od zgornjega toka reke Zambezi proti vzhodu do strmine Muchinga (ki je južni podaljšek Velikega tektonskega jarka). Prav tako v sosednjih delih province Katanga v Kongu (Kinšasa).
- Vzhodnoafriška obvodna antilopa defassa

- K. e. adolfi-friderici Matschie, 1906 (vključno s K. e. fulvifrons, K. e. nzoiae in K. e. raineyi) (severovzhodna Tanzanija zahodno od riftne stene in severno v Kenijo)
- K. e. defassa Rüppell, 1835 (vključno s K. e. matschiei in K. e. hawashensis) (osrednja in južna Etiopija)
- K. e. harnieri Murie, 1867 (vključno s K. e. avellanifrons, K. e. ugandae, K. e. dianae, K. e. ladoensis, K. e. cottoni, K. e. breviceps, K. e. albertensis in K. e. griseotinctus) (severovzhodni Kongo [Kinšasa], Sudan, zahodna Etiopija, Uganda, zahodna Kenija, Ruanda, Burundi in severozahodna Tanzanija)
- K. e. tjäderi Lönnberg, 1907 (vključno s K. e. angusticeps in K. e. powelli) (planota Laikipia v Keniji)

- Sing-sing obvodna antilopa

- K. e. annectens Schwarz, 1913 (vključno s K. e. schubotzijem) (C.A.R.)
- K. e. tschadensis Schwarz, 1913 (Čad)
- K. e. unctuosus Laurillard, 1842 (vključno s K. e. togoensis) (Kamerun zahodno do Senegala)

- Samica K. e. ellipsiprymnus, Zimbabve
- Mlad samec K. e. defassa
Narodni park kraljice Elizabete, Uganda
- Mlada samica K. e. defassa
Narodni park kraljice Elizabete, Uganda
- Samec K. e. unctuosus
Senegal
- Samec K. e. unctuosus
Senegal
- Samec K. e. ellipsiprymnus
Namibija

## Opis
Obvodna antilopa je največja med šestimi vrstami rodu Kobus. Je spolno dimorfna antilopa, pri čemer so samci skoraj 7 % višji od samic in približno 8 % daljši. Dolžina glave in telesa je običajno 177–235 cm, tipična višina pa 120–136 cm. Samci v ramenih dosežejo približno 127 cm, samice pa 119 cm. Obvodna antilopa je ena najtežjih antilop. Novorojenček običajno tehta 13,6 kg, rast teže pa je pri samcih hitrejša kot pri samicah. Samci običajno tehtajo 198–262 kg, samice pa 161–214 kg. Rep je dolg 22–45 cm.
Obvodna antilopa ima robustno postavo. Dlaka je rdečkasto rjave do sive barve in s starostjo postaja vse temnejša. Samci so temnejši od samic. Čeprav je dlaka na videz gosta, je redka. Dlaka na vratu je dolga in dlakava. Ko je spolno vzburjen, koža obvodne antilope izloča mastno snov z vonjem po mošusu (sebum), zaradi česar se imenuje mastni kob. Vonj tega je tako neprijeten, da odganja plenilce. Ta izloček pomaga tudi pri zaščiti telesa pred vodo, ko se žival potopi v vodo. Obrazne poteze vključujejo bel gobec, svetle obrvi in svetlejšo notranjost ušes. Na grlu je kremasta lisa (imenovana 'oprsnik'). Zaznamuje jih dolg vrat in kratke, močne, črne noge. Samice imajo dve bradavici. Predorbitalne žleze, žleze na nogah in dimeljske žleze so odsotne.
Navadna obvodna antilopa in defassa se po fizičnem videzu izjemno razlikujeta. Meritve kažejo na daljši rep pri slednji, medtem ko je navadna višja od defasse. Glavna razlika med obema vrstama pa je beli obroč dlak, ki obdaja rep na zadnjici, ki je pri navadni obvodni antilopi votel krog, pri defassi pa prekrit z belimi dlakami.
Dolgi, spiralni rogovi se ukrivijo nazaj, nato pa naprej. Najdemo jih le pri samcih, dolžina rogov pa se giblje od 55 do 99 cm. Dolžina rogov je do neke mere povezana s starostjo samca. Na lobanjah samic lahko najdemo rudimentaren rog v obliki kostne grude.

## Ekologija in vedenje
Obvodne antilope so precej sedeče narave, čeprav se lahko z nastopom monsuna zgodi nekaj selitev. So družabne živali, ki lahko tvorijo črede, ki jih sestavlja od šest do 30 osebkov. Različne skupine so vzrejne črede, črede samcev in teritorialni samci. Velikost črede se poleti poveča, medtem ko se skupine pozimi razdrobijo, verjetno zaradi vpliva razpoložljivosti hrane. Takoj ko mladi samci začnejo razvijati rogove (približno pri sedmih do devetih mesecih starosti), jih teritorialni samci preženejo iz črede. Ti samci nato tvorijo črede samcev in se lahko gibljejo po domačih območjih samic. Domača območja samic se raztezajo na 200–600 hektarjih. Nekaj samic lahko tvori črede devic. Čeprav so samice redko agresivne, se lahko v čredah pojavijo manjše napetosti.
Samci začnejo kazati teritorialno vedenje pri 5 letih, vendar so najbolj dominantni od 6 do 9 let. Teritorialni samci imajo ozemlja velikosti 4–146 hektarjev. Samci so nagnjeni k temu, da ostanejo ustaljeni na svojih ozemljih, čeprav lahko sčasoma zapustijo manjvredna ozemlja v korist prostornejših. Označevanje ozemelj ne vključuje zapletenih ritualov; občasno se odvržejo gnoj in urin. Po desetem letu starosti samci izgubijo svojo teritorialno naravo in jih nadomesti mlajši samec, nakar se umaknejo na majhno in nezaščiteno območje. Obstaja še ena družbena skupina, satelitski samci, ki so zreli samci, ki še nimajo lastnega ozemlja in izkoriščajo vire, zlasti možnosti parjenja, tudi v prisotnosti dominantnega samca. Teritorialni samec lahko na svoje ozemlje dovoli nekaj satelitskim samcem, ki lahko prispevajo k njegovi obrambi. Vendar pa lahko postopoma dejanskega lastnika prikrajšajo za njegovo ozemlje in si ga prisvojijo. V študiji v narodnem parku Lake Nakuru je le 7 odstotkov odraslih samcev imelo ozemlje, le polovica teritorialnih samcev pa je prenašala enega ali več satelitskih samcev.
Teritorialni samci lahko uporabljajo več vrst prikazovanja. Pri eni vrsti prikazovanja je jasno vidna bela lisa na grlu in med očmi, pri drugih prikazovanjih pa je mogoče videti debelino vratu. Te dejavnosti prestrašijo vsiljivce. Spuščanje glave in telesa prikazuje podreditev pred teritorialnim samcem, ki stoji pokonci. Boji, ki lahko trajajo do trideset minut, vključujejo prikazovanje groženj, značilno za bovide, ki ga spremlja smrčanje. Boji lahko postanejo celo tako nasilni, da eden od nasprotnikov umre zaradi hudih trebušnih ali prsnih ran. Je tiha žival, ki za vizualno komunikacijo uporablja odziv flehmena in za glasovno komunikacijo alarmno smrčanje. Obvodne antilope pogosto zaidejo v vodo, da bi pobegnile pred plenilci, med katerimi so levi, lisaste hijene, leopardi, gepardi, afriški hijenski psi in nilski krokodili (leopardi in hijene plenijo mladiče). Vendar pa je bilo opaženo, da ne marajo biti v vodi. Ob preplahu se skrijejo v kritje, samci pa pogosto napadejo plenilce.

### Bolezni in paraziti
Obvodne antilope so dovzetne za razjede, okužbe s pljučnimi črvi in ledvičnimi kamni. Druge bolezni, za katerimi te živali trpijo, so slinavka in parkljevka, sindbisova mrzlica, rumena mrzlica, modri jezik, goveja virusna driska, bruceloza in antraks. So bolj odporne na govejo kugo kot druge antilope. Nanje ne vplivajo muhe cece, ker proizvajajo hlapne snovi, ki delujejo kot repelenti. Hlapne snovi z vonjem se testirajo in razvijajo kot repelenti za zaščito živine.  Vendar pa lahko klopi vnesejo parazitske protozoje, kot so Theileria parva, Anaplasma marginale in Baberia bigemina; na obvodnih antilopah so našli 27 vrst iksodidnih klopov – zdrava antilopa lahko nosi več kot 4000 klopov v larvalni ali nimfalni fazi, najpogostejša med njimi sta Amblyomma cohaerens in Rhipicephalus tricuspis. Med notranjimi paraziti, ki jih najdemo so trakulje, jetrni in želodčni metljarji ter več helmintov.

## Prehrana
Obvodna antilopa je zelo odvisna od vode. Ne prenaša dehidracije v vročem vremenu in zato naseljuje območja blizu virov vode. Vendar pa je bilo ugotovljeno, da se za razliko od drugih članov svojega rodu (kot sta kob in puku) obvodna antilopa razteza dlje v gozdove, hkrati pa ohranja bližino vode. Ker trave predstavljajo precejšnjih 70 do 95 odstotkov prehrane, je pretežno pašna, ki pogosto zahaja na travnike. Prav tako so lahko prednost trstičje in rogoz, kot sta Typha in Phragmites. Študija je pokazala, da redno uživa tri vrste trav skozi vse leto: Panicum anabaptistum, Echinochloa stagnina in Andropogon gayanus. Hyparrhenia involucrata, Acroceras amplectens in Oryza barthii so bile skupaj z enoletnimi vrstami glavna prednost v zgodnjem deževnem obdobju, medtem ko so dolgožive trave in krma z dreves predstavljale tri četrtine prehrane v sušnem obdobju.
Čeprav je bilo ugotovljeno, da ima defassa obvodna antilopa veliko večjo potrebo po beljakovinah kot kafrski bivol in vzhodnoafriški oriks (Oryx beisa), je bilo ugotovljeno, da je ovvodna antilopa porabila veliko manj časa za brskanje (jedenje listov, majhnih poganjkov in plodov) v primerjavi z drugimi pašnimi živalmi. V sušnem obdobju je približno 32 % 24-urnega dne porabila za brskanje, medtem ko v deževnem obdobju ni porabila časa za to. Izbira trav se razlikuje glede na lokacijo in ne glede na razpoložljivost; na primer, v zahodni Ugandi je bil Sporobolus pyramidalis ponekod priljubljen, drugje pa je bila glavna izbira Themeda triandra. Elipsasta obvodna antilopa in defassa  se na istem območju lahko razlikujeta po svoji izbiri; medtem ko je prva imela raje Heteropogon contortus in Cynodon dactylon, je slednja pokazala manjšo preferenco za ti travi.

## Razmnoževanje
Obvodne antilope so počasnejše od drugih antilop glede stopnje zrelosti. Medtem ko samci spolno dozorijo pri šestih letih, samice dosežejo zrelost v dveh do treh letih. Samice lahko zanosijo pri dveh letih in pol in ostanejo reproduktivne še deset let. V ekvatorialnih regijah se razmnoževanje odvija skozi vse leto, rojstev pa je največ v deževnem obdobju. Vendar pa je razmnoževanje sezonsko v Sudanu (južno od Sahare), kjer paritvena sezona traja štiri mesece. Sezona se na nekaterih območjih južne Afrike podaljša še za daljša obdobja. Estrus traja en dan ali manj.
Parjenje se začne, ko samec potrdi, da je samica v estrusu, kar stori z vohanjem njene vulve in urina. Samica, ki se upira, bi poskušala ugrizniti ali celo odbiti samca, ki se približuje. Samec pokaže rogove in pogosto liže vrat samice ter drgne obraz in koren rogov ob njen hrbet. Pred dejanskim parjenjem se večkrat poskuša vzpeti. Samica premakne rep na eno stran, medtem ko jo samec oklepa s sprednjimi nogami in se med parjenjem, ki se lahko zgodi tudi do desetkrat, nasloni na njen hrbet.
Gestacijsko obdobje traja sedem do osem mesecev, nato pa se rodi en sam mladič. Dvojčki so redki. Breje samice se ob bližajoči kotitvi osamijo v goščavi. Novorojeni mladiči se lahko postavijo na noge v pol ure po porodu. Mati poje poporodno posteljico. S mladičem komunicira z blejanjem ali smrkanjem. Mladiči so skriti od dva do tri tedne do dveh mesecev. Pri približno treh do štirih tednih mladič začne slediti materi, ki mu to nakaže z dvigom repa. Čeprav nimajo rogov, matere svoje mladiče odločno branijo pred plenilci. Teličke odstavijo pri osmih mesecih, nato pa se pridružijo skupinam teličkov svoje starosti. Mlade samice ostanejo z materami v vzrejnih čredah ali pa se lahko pridružijo tudi samskim čredam. Obvodna antilopa živi do 18 let v divjini in 30 let v ujetništvu.

## Razširjenost in habitat
Obvodna antilopa izvira iz južne in vzhodne Afrike (vključno z državami, kot so Angola, Bocvana, Demokratična republika Kongo, Etiopija, Kenija, Namibija, Južna Afrika, Tanzanija in Uganda), poleg tega pa še iz nekaj držav zahodne in severne Afrike, kot so Čad, Slonokoščena obala, Gana, Mali, Niger, Nigerija in Senegal. Čeprav je bila prej razširjena v podsaharski Afriki, se je njeno število zdaj na večini območij zmanjšalo.
Elipsasto obvodno antilopo najdemo vzhodno od Vzhodnoafriškega tektonskega jarka. Njeno južno območje razširjenosti sega do rezervata za divjad Hluhluwe-Umfolozi (KwaZulu Natal) in do osrednje Namibije. Nasprotno pa defassa naseljuje zahodno in osrednjo Afriko. Obvodna antilopa defassa se pojavlja zahodno od Albertovega tektonskega jarka in se razteza od Eritreje do Gvineje Bissau v južnem Sahelu, njena najsevernejša točka razširjenosti pa je v južnem Maliju. Njeno območje razširjenosti se razteza tudi vzhodno od porečja Konga skozi Zambijo v Angolo, druga veja pa se razteza do reke Zair zahodno od porečja Konga. Medtem ko je elipsasta obvodna antilopa v Etiopiji izumrla, je defassa izumrla v Gambiji.
Obvodne antilope naseljujejo grmičevje in savane ob rekah, jezerih in dolinah. Zaradi potrebe po travnikih in vodi so redko razširjeni po ekotonih (območjih stika med dvema različnima ekosistemoma). Študija v gorovju Ruwenzori je pokazala, da je bila povprečna gostota obvodnih antilop 5,5 na kvadratno miljo, ocene v Masai Mari pa so bile le 1,3 na kvadratno miljo. Ugotovljeno je bilo, da je velikost ozemlja odvisna od kakovosti habitata, starosti in zdravja živali ter gostote populacije. Večja kot je starost živali ali gostejše kot so populacije, manjša so ozemlja. V narodnem parku kraljice Elizabete so imele samice območja bivanja od 21 do 61 hektarjev, medtem ko so bila območja bivanja samcev v povprečju med 24 in 38 hektarji. Najstarejša samica (stara približno 18 let) je imela najmanjše območje bivanja.

## Grožnje in ohranjanje
Svetovna zveza za varstvo narave in naravnih virov (IUCN) uvršča obvodno antilopo na seznam najmanj zaskrbljujočih vrst (LC). Natančneje, elipsasta obvodna antilopa je uvrščena na seznam najmanj zaskrbljujočih vrst, medtem ko je defassa vodni jelen skoraj ogrožen (NT). Populacijski trend tako elipsaste kot defassa obvodne antilope se zmanjšuje, zlasti slednje, pri čemer velike populacije izginjajo iz njihovih habitatov zaradi krivolova in naselitve. Za to je do neke mere odgovorna tudi njihova sedeča narava. Število se je zmanjšalo v narodnih parkih kraljice Elizabeth, Murchison Falls, Akagera, Lake Nakuru in Comoé. Zmanjšanje populacije v narodnem parku Lake Nakuru je posledica zastrupitve s težkimi kovinami. Medtem ko so bile ravni kadmija in svinca v ledvicah in jetrih nevarno visoke, so opazili pomanjkanje bakra, kalcija in fosforja.
Več kot 60 odstotkov populacij antilope defassa uspeva na zavarovanih območjih, predvsem v narodnih parkih Niokolo-Koba, Comoe, Mole, Bui, Pendjari, Manovo-Gounda St. Floris, Moukalaba-Doudou, Garamba, Virunga, Omo, Mago, slapovi Murchison, Serengeti in narodnih parkih Katavi, Kafue in kraljice Elizabete, narodnih parkih in lovnih območjih severne province (Kamerun), gozdnem rezervatu reke Ugalla, ranču Nazinga Game Ranch, dolini Rukwa, dolini Awash, Murule in Arly-Singou. Elipsasta obvodna antilopa se pojavlja v narodnih parkih Tsavo, Tarangire, Mikumi, Kruger in jezero Nakuru, Laikipia, Kajiado, dolina Luangwa, rezervati za divjad Selous in Hluhluwe-Umfolozi ter zasebnih zemljiščih v Južni Afriki.

## Raziskave
Znanstveniki z ICIPE so razvili ovratnice za govedo proti muhi cece, ki temeljijo na vonju obvodne antilope.